# فوکس‌ولده
فوکس‌ولده (به هلندی: Foxwolde) یک منطقهٔ مسکونی در هلند است که در نوردن‌فلد واقع شده‌است. فوکس‌ولده ۲۲۸ نفر جمعیت دارد.